# Andreas Wilhelm (Sportwissenschaftler)
Andreas Wilhelm (* 1958 in Flensburg) ist ein deutscher Sportwissenschaftler und Hochschullehrer.

## Leben
Wilhelm studierte Mathematik und Sport sowie Pädagogik und Logik für das Lehramt. Ab 1985 war er am Lehrstuhl für Sportpsychologie des Instituts für Sportwissenschaft der Christian-Albrechts-Universität zu Kiel (CAU) als Wissenschaftlicher Mitarbeiter tätig. Ab 1990 war er als Lehrkraft für besondere Aufgaben am Institut für Sportwissenschaft (Arbeitsbereich Bewegungslehre und Didaktik der Sportspiele) der Carl-von-Ossietzky-Universität Oldenburg beschäftigt. 1993 schloss er an der Uni Kiel seine Doktorarbeit im Fach Sportwissenschaft ab und war anschließend Wissenschaftlicher Assistent am Lehrstuhl für Sportpsychologie des Instituts für Sport und Sportwissenschaft an der CAU sowie ab 1999 Wissenschaftlicher Rat. Im selben Jahr legte er in Kiel seine Habilitation vor, ab dem Jahr 2000 war er in Kiel Lehrkraft für besondere Aufgaben. Später hatte er die Lehrstuhlvertretung für Psychologie und Bewegungswissenschaft am Kieler Institut für Sportwissenschaft inne und trat dann ebenfalls an der Christian-Albrechts-Universität eine Professorenstelle im Arbeitsbereich Angewandte Sportwissenschaft an.
Zu Wilhelms Hauptthemen in der Forschung gehören die Begrifflichkeiten Führung und Coaching, er untersucht soziale Prozesse innerhalb von Mannschaften und Gruppen, beschäftigt sich mit Trainingsbelastung, -beanspruchung und -anpassung sowie mit den Themen Selbstwirksamkeit und Handlungskontrolle.

### Sportliche Tätigkeiten
Er spielte Handball beim TSV Altenholz und TSB Flensburg, war ab 1980 zudem im Jugend- und Damenbereich Trainer in Altenholz sowie zwischen 1993 und 2001 Auswahltrainer beim Handballverband Schleswig-Holstein. Ab 2001 war er in der Aus- und Fortbildung der Trainer des Ruderverbandes Schleswig-Holstein sowie des Tischtennisverbandes Schleswig-Holstein tätig.